# Sösemulde

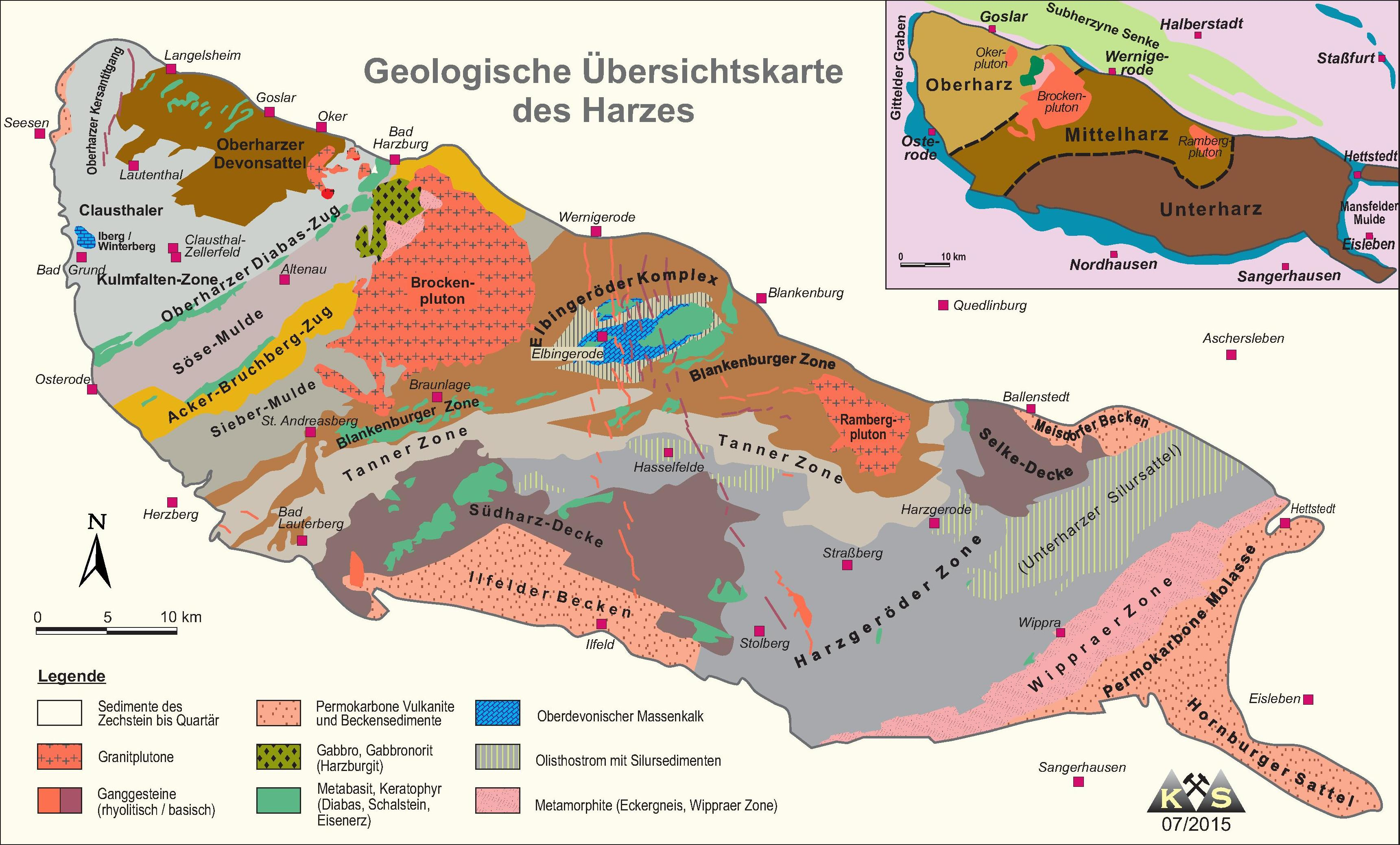
Geologische Übersichtskarte des Harzes (K. Stedingk, Landesamt für Geologie und Bergwesen Sachsen-Anhalt)

Die Sösemulde im Oberharz zwischen dem Oberharzer Diabaszug und dem Acker-Bruchberg-Zug ist eine der geologischen Einheiten des Harzes. Ähnlich wie in der Oberharzer Kulmhochfläche setzt diese sich hauptsächlich aus Grauwacken (unreiner Sandstein) und Schiefern des Unterkarbons (kulmische Kieselschiefer, Tonschiefer) zusammen. Grauwacken und Schiefer wurden vor 360-345 Millionen Jahren (Unterkarbon, Tournaisium) in einem tiefen Meeresbecken abgelagert. In Altenau liegen einige Bänke von Kieselschiefer, welche die Sösemulde in eine nordwestliche und eine südöstliche Teilmulde teilen.
Dem Autor Egon Hasse zufolge sind die Schichten der Sösemulde stratigraphisch durch verschiedene Goniatitenarten einzugliedern, wobei in einzelnen tektonischen Aufbrüchen auch noch die Cypridinenschiefer des Oberdevon zu Tage treten.